# Eutelia auratrix
Eutelia auratrix är en fjärilsart som beskrevs av Walker 1858. Eutelia auratrix ingår i släktet Eutelia och familjen nattflyn. Inga underarter finns listade i Catalogue of Life.